# Экшян, Степан
Степан Экшян (арм. Ստեփան Էքշյան; 16 апреля 1834, Стамбул, Османская империя — 11 декабря 1901) — армянский актёр, режиссёр.

## Биография
Образование получил в училище Мурадян в Париже, там же участвовал в студенческих спектаклях. В 1856—1858 годах играл в театральной труппе Срапиона Экимяна. С момента основания в 1861 году «Восточного театра» участвовал в первых же постановках. Там же работал режиссёром. После закрытия «Восточного театра» играл в «Театре Вардовяна» под руководством Акопа Вардовяна, а затем в группе П. Магакяна. Блистал в исторических трагедиях и в западноевропейских мелодрамах.
Среди исполненных Экшяном ролей стоит отметить царя Санатрука (в пьесе Товмаса Терзяна «Сандухт»), Аршака II (в одноименной пьесе Мкртича Пешикташляна), Вардана Мамиконяна (в пьесе Р. Сетефчяна «Вардан Мамиконян — спаситель Родины») и другие, получившие высокую оценку зрителей. Он был одним из учителей Петроса Адамяна.